# Ołeh Humeniuk (piłkarz)
Ołeh Anatolijowycz Humeniuk, ukr. Олег Анатолійович Гуменюк (ur. 3 maja 1983 w Odessie) – ukraiński piłkarz, grający na pozycji obrońcy, a wcześniej pomocnika lub napastnika.

## Kariera piłkarska

### Kariera klubowa
Wychowanek DJuSSz-6 w Odessie. Pierwszy trener Heorhij Sołomko. Następnie występował w juniorskich mistrzostwach Ukrainy (DJuFL) w klubach SKA Odessa i Junha Czorne More Odessa. klubu Czornomoreć Odessa, barwy którego bronił w juniorskich mistrzostwach Ukrainy (DJuFL). Po występach w amatorskiej drużynie „Bałkan” w sierpniu 2001 rozpoczął karierę piłkarską w mołdawskim klubie Sheriff Tyraspol. We wrześniu 2007 powrócił do Ukrainy, gdzie najpierw rozegrał 3 mecze w amatorskim zespole Bastion Iljiczewsk, a już 20 października 2007 debiutował w składzie Czornomorca Odessa, w którym występował do końca 2009. Podczas przerwy zimowej sezonu 2009/10 klub zrezygnował z usług piłkarza. W lipcu 2010 podpisał kontrakt z Tawrią Symferopol. 1 lipca 2013 roku po wygaśnięciu kontraktu opuścił krymski klub. Próbował znaleźć nowy klub, ale wkrótce podpisał nowy kontrakt z Tawriją. 6 lipca 2014 przeszedł do Wołyni Łuck. 29 lipca 2016 klub bez wyjaśnień anulował kontrakt z piłkarzem. 18 sierpnia 2016 zasilił skład TSK-Tawrija Symferopol. 24 lipca 2017 został piłkarzem Zarea Bielce.

### Kariera reprezentacyjna
Występował w młodzieżowej reprezentacji Ukrainy.

## Sukcesy

### Sukcesy klubowe
- mistrz Mołdawii: 2002/03, 2003/04, 2004/05, 2005/06, 2006/07
- zdobywca Pucharu Mołdawii: 2002/03
- finalista Pucharu Mołdawii: 2003/04
- zdobywca Superpucharu Mołdawii: 2003, 2004, 2005
- zdobywca Pucharu Mistrzów WNP: 2003